# Marit Crajé
Marit Crajé (Apeldoorn, 12 januari 2001) is een Nederlandse handbalster die uitkomt voor Vlug en Lenig en ook actief is in het beachhandbal. 

## Biografie

### Handbal
Crajé begon op vijfjarige leeftijd met handballen bij HV Angeren. Ze ging daarnaast naar de handbalschool van Gelre en kwam vanaf 2014 uit voor het B-jeugdteam van Swift Arnhem. Op vijftienjarige leeftijd debuteerde Crajé voor de hoofdmacht van Swift Arnhem. In 2017 maakte Crajé de overstap naar VOC Amsterdam alvorens ze in 2019 naar eersteklasser Vlug en Lenig ging. Hier handbalde ze in eerste instantie voor het A-jeugdteam en het tweede elftal. Later werd ze ook ingezet bij de hoofdmacht waarna ze uitgroeide tot volwaardige eerste selectie lid.
In 2020 nam Crajé door de coronapandemie deel aan de Corona Solo Run, een marathon ter ondersteuning van Nederlandse topsporters. Ze liep de halve marathon in een kleine twee uur.
Crajé studeerde sinds 2019 facility managent aan Zuyd Hogeschool.

### Beachhandbal

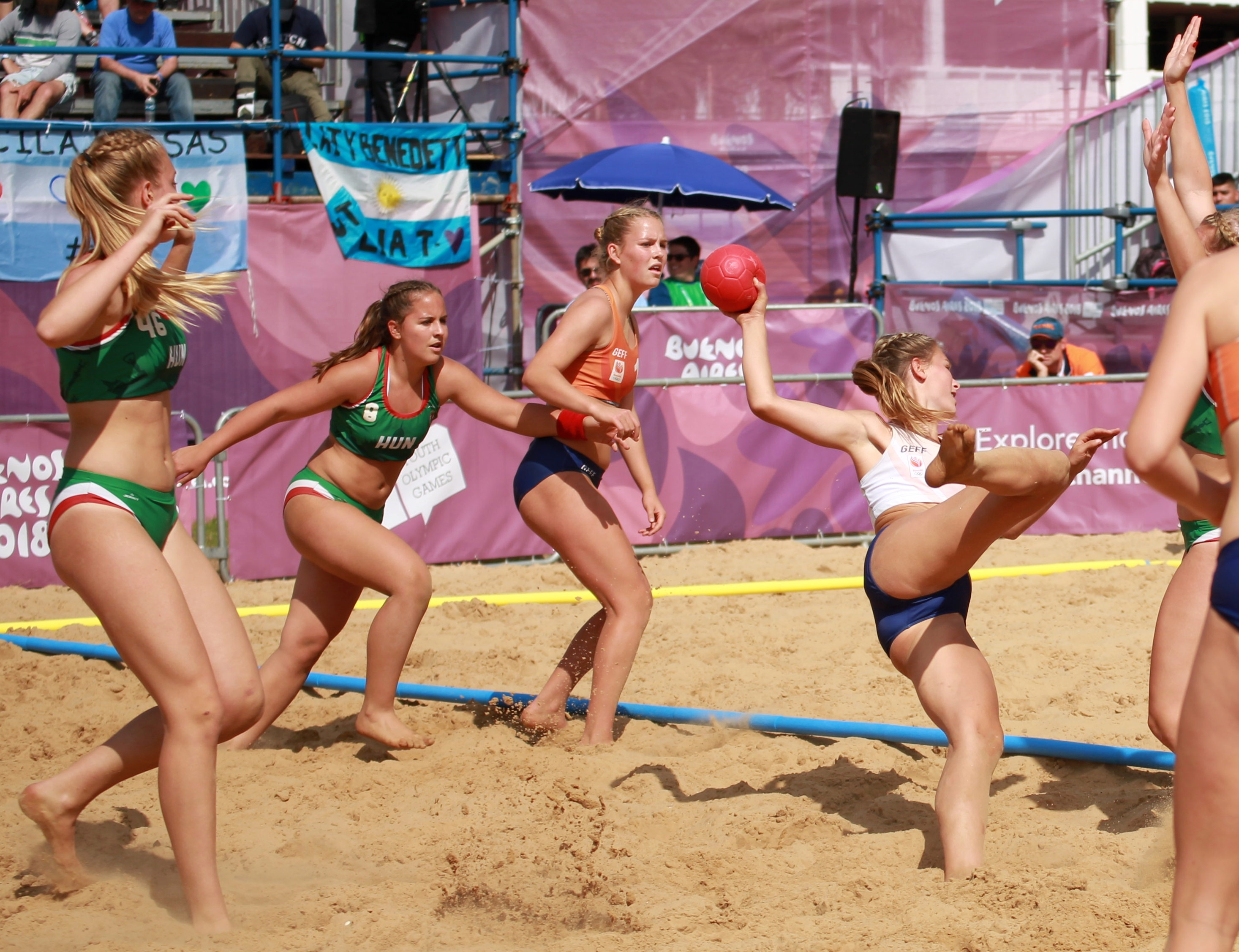
Crajé tijdens de Olympische Jeugdzomerspelen 2018

Crajé maakte voor de eerste keer deel uit van het Nederlandse jeugdbeachhandbalteam op de Europese kampioenschappen beachhandbal 2018 in Ulcinj, Montenegro. Ze was de laatste speelster die zich bij de selectie voegde die verder bestond uit Lisanne Bakker, Amber van der Meij, Lynn Klesser, Lieke van der Linden, Anna Buter, Marit van Ede, Zoë van Giersbergen en Crajé's VOC-ploeggenote Nyah Metz. In de groepsfase boekten Crajé en haar ploeggenoten louter overwinningen. Ze stoomden door naar de halve finales, waarin Duitsland werd verslagen. In de finale kwamen ze Hongarije tegen, waar tegen Crajé en haar ploeggenoten een nederlaag leden. Crajé speelde het toernooi als spelmaker, kwam in alle zes wedstrijden in actie en scoorde gemiddeld een á twee doelpunten per wedstrijd.
Op de Olympische Jeugdzomerspelen 2018 in Buenos Aires, Argentinië maakte Crajé opnieuw deel uit van de selectie. In de eerste partij werd Paraguay verslagen. In de tweede wedstrijd tegen Hong Kong had Crajé een belangrijke rol door met vijf assists een belangrijke bijdrage te leveren aan de overwinning. Na overwinningen op Turkije en Venezuela volgde de hoofdronde waarin Crajé vooral werd gebruikt in de opbouw. Na overwinningen op de Chinese Taipei en Kroatië volgde een nieuwe nederlaag tegen Hongarije. Ondanks het verlies bereikte Crajé met haar ploeg de halve finales. Hierin was Kroatië een maatje te groot waarna de strijd om de bronzen medaille volgde. Ook deze partij tegen opnieuw Hongarije ging verloren, waardoor Nederland naast een podiumplaats greep. Crajé was met veertien doelpunten de minst succesvolle veldspeelster van Nederland.
Crajé werd met haar beachhandbalteam De Zandhappers Nederlands kampioen in 2019.

## Onderscheidingen
- - EK beachhandball -17 (2018)